# Ninja Tune

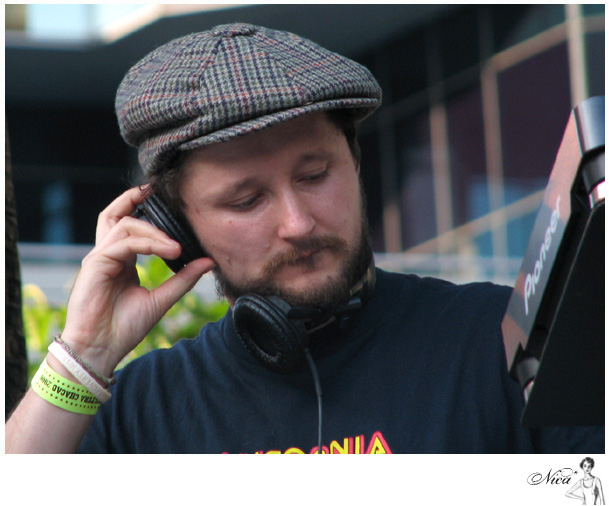
Dj Vadim vydal u Ninja tune už pět alb

Ninja Tune je londýnské nezávislé hudební vydavatelství. V roce 1991 ho založili Djové Matt Black a Jonathan More, kteří jako hudebníci spolupracují pod hlavičkou skupiny Coldcut. Hlavním hudebním stylem, na který je tento label zaměřen je trip hop. Mezi další výrazné styly se dá zařadit brit hop (forma hip hopu z britských ostrovů), instrumentální hiphop, nu jazz, drum and bass a chillout.
Na značce Ninja Tune vydávají svá alba The Herbaliser, Coldcut, Hexstatic, Mr Scruff, The Cinematic Orchestra, Amon Tobin a mnoho jiných, více, či méně známých interpretů, kteří se nebojí přijít s novými postupy ve tvorbě moderní muziky. V předchozích letech se pod touto značkou vydalo i několik hudebních kompilací.
Ninja Tune v současnosti vlastní tři sublabely, věnující se konkrétním žánrům. NTone, který vydával experimentální elektronickou hudbu, vydal zatím poslední album v roce 2001. Hiphopem se zabývá sublabel Big Dada a rockovou hudbou značka Counter Records.
V současnosti se na tvorbě kompilací s podobnou formou a stylem hudby podílí vysíláním dvouhodinové hudební relace pořad Solid Steel. V návaznosti na její úspěchy se podařilo labelu Ninja Tune vydat osm různých mix setů Solid Steel session od různých interpretů.

## Hlavní interpreti vydávající u Ninja Tune
- Amon Tobin
- Animals On Wheels
- Bonobo (skupina)Bonobo
- The Cinematic Orchestra
- Coldcut
- Dj Food
- Dj Vadim
- DK
- Eskmo
- Fink
- Funki Porcini
- The Herbaliser
- Hextatic
- Jaga Jazzist
- Kid Koala
- Mr. Scruff
- Neotropic
- Roots Manuva
- Skalpel
- Up, Bustle and Out